# Grabina Wola
Grabina Wola – wieś w Polsce położona w województwie łódzkim, w powiecie piotrkowskim, w gminie Czarnocin.
Przez wieś przebiega droga powiatowa nr 03313E.
W latach 1975–1998 miejscowość administracyjnie należała do województwa piotrkowskiego.

## Historia
Właścicielami dóbr Grabina Wola należących do parafii w Srocku byli m.in.
- Walenty Krobanowski (ok.1782 - 1826) opisywany jako dziedzic wsi Grabiny Woli w roku 1808 i 1824,
- Antoni Mirowski (ok. 1778 - ?) opisywany jako posesor wsi Grabina Wola w roku 1817,
- emerytowany pułkownik wojsk rosyjskich Aleksander Płodowski zmarły w opisywanym wieku 64 lat 6 stycznia 1895 w Grabinej Woli.

## Zabytki
Według rejestru zabytków Narodowego Instytutu Dziedzictwa na listę zabytków wpisany jest obiekt:
- park dworski, nr rej.: 365 z 12.05.1986 i z 30.12.1994